# Rareș Jurcă
Rareș Lucian Jurcă, né le 29 avril 1983 à Cluj-Napoca, est un ancien handballeur international roumain, évoluant au poste de arrière droit. 

## Palmarès
Dinamo Bucarest
- Champion de Roumanie : 2005
- Finaliste de la Coupe de Roumanie : 2004
- Demi-finaliste de la Coupe de l'EHF : 2004

 RK Zagreb
- Champion de Croatie : 2007
- Vainqueur de la Coupe de Croatie : 2007
- Demi-finaliste de la Coupe des coupes : 2007

 Kadetten Schaffhouse
- Champion de Suisse : 2011, 2012, 2014, 2015
- Vainqueur de la Coupe de Suisse : 2008, 2011, 2014
- Vainqueur de la Supercoupe de Suisse : 2007, 2010, 2011, 2012, 2013, 2014